# Emil Kuhn-Schnyder

Emil Kuhn-Schnyder

Emil Kuhn-Schnyder (Zürich 29 april 1905 - 30 juli 1994) was een Zwitsers paleontoloog.
Kuhn-Schnyder studeerde natuurwetenschappen aan de Eidgenössische Technische Hochschule in Zürich waar hij in 1927 zijn diploma behaalde. Daarna ging hij als natuurkundeleraar werken bij een middelbare school te Bremgarten, waar hij al snel rector werd. In 1932 promoveerde hij op zijn dissertatie Beiträge zur Kenntnis der Säugerfauna seit dem Neolithikum.
In 1940 gaf hij zijn baan als leraar op en ging, ondanks de veel slechtere betaling, als assistent werken aan het Zoologisches Museum der Universität Zürich waar hij zich helemaal kon wijden aan zijn grote liefde: fossiele zoogdieren. Tussen 1955 en 1960 was hij er waarnemend directeur. In 1955 werd hij professor paleontologie aan de Universiteit Zürich en in 1956 directeur van het nieuwe Paläontologisches Institut und Museum der Universität Zürich. Tussen 1968 en 1970 was hij tevens decaan van de filosofische faculteit.
Behalve de zoogdieren, voornamelijk uit het Pleistoceen, bestudeerde Kuhn-Schnyder ook de reptielen uit het Trias, vooral in het kader van een zeer systematische opgraving tussen 1950 en 1968 van de aardlagen van de Monte San Giorgio. Hij heeft een enorme reeks publicaties op zijn naam staan en benoemde vele taxa.
- Base de données des élites suisses: 77198
- Bibsys: 90279952
- Bibliothèque nationale de France: cb12507898r (data)
- CiNii: DA01137408
- Gemeinsame Normdatei: 116605790
- Historisch woordenboek van Zwitserland: 044401
- International Standard Name Identifier: 0000 0000 8345 2977
- Library of Congress Control Number: n86141940
- Nationale Bibliotheek van Israël: 987007449212105171
- Nederlandse Thesaurus van Auteursnamen: 070954569
- Réseau des bibliothèques de Suisse occidentale: 02-A003478776
- Système universitaire de documentation: 034311009
- Trove: 1252662
- Virtual International Authority File: 89142053
- WorldCat: E39PBJvt6h4pRdwr9vbpfWGyh3